# Huashan, Guangdong
Huashan (kinesiska: 花山) är en köping i sydöstra Kina. Den ligger i stadsdistriktet Huadu i provinshuvudstaden Guangzhou i provinsen Guangdong, omkring 35 kilometer norr om centrala Guangzhou. Antalet invånare är 99 262. Befolkningen består av 47 079 kvinnor och 52 183 män. Barn under 15 år utgör 12,0 %, vuxna 15-64 år 79 %, och äldre över 65 år 7,0 %.